# Double Disc Court
Pour les articles homonymes, voir DDC.
 (mars 2023).

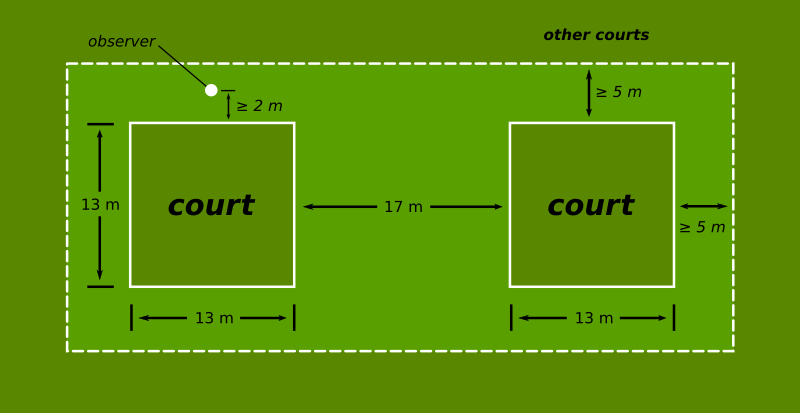
Le terrain de Double disc court.

Le Double disc court (DDC) est un jeu de frisbee joué avec deux disques. Il y a deux équipes de deux joueurs, chaque joueur joue dans la même surface de jeu que son partenaire. Le but est de défendre son périmètre de jeu (appelé court) des attaques de ses adversaires. Les courts sont des carrés de 13 mètres de côté distants de 17 mètres.
On peut gagner un point de diverses manières : en faisant atterrir le disque sur le court opposé, ou en faisant en sorte que les deux frisbees soient dans les mains d'un ou des deux adversaires en même temps (c'est ce qu'on appelle un « double »), ou encore quand un frisbee lancé par l'équipe adverse tombe hors du court.